# Sarpanit
Sarpanit o també alternativament Sarpanitu, Zarpanit, Zirpanet, Zerpanitum, Zerbanitu o Zirbanit, era la deessa consort de Marduk a la mitologia babilònica, que protegia els naixements. Amb Marduk va tenir dos fills, un d'ells era Nabu, el déu de l'escriptura.
Se li rendia culte especialment al gran temple d'Esagila, dedicat a Marduk, a Babilònia, on es celebrava un ritual d'any nou per commemorar el seu casament, anomenat Akitu. En els textos rituals també se l'anomenava Beltu ('senyora') la forma femenina d'un dels noms de Marduk, Bel ('senyor'). Més endavant sa la va identificar amb la deessa Ixtar.